# Ikeda Sen
En aquest nom japonès, el cognom és Ikeda.
Ikeda Sen (池田せん) o Annyo-in (若御前) fou una samurai i onna-bugeisha de finals del període Sengoku. Gràcies al seu entrenament en arts marcials i bèl·liques, fou la comandant d'una unitat de 200 dones mosqueteres.

## Història

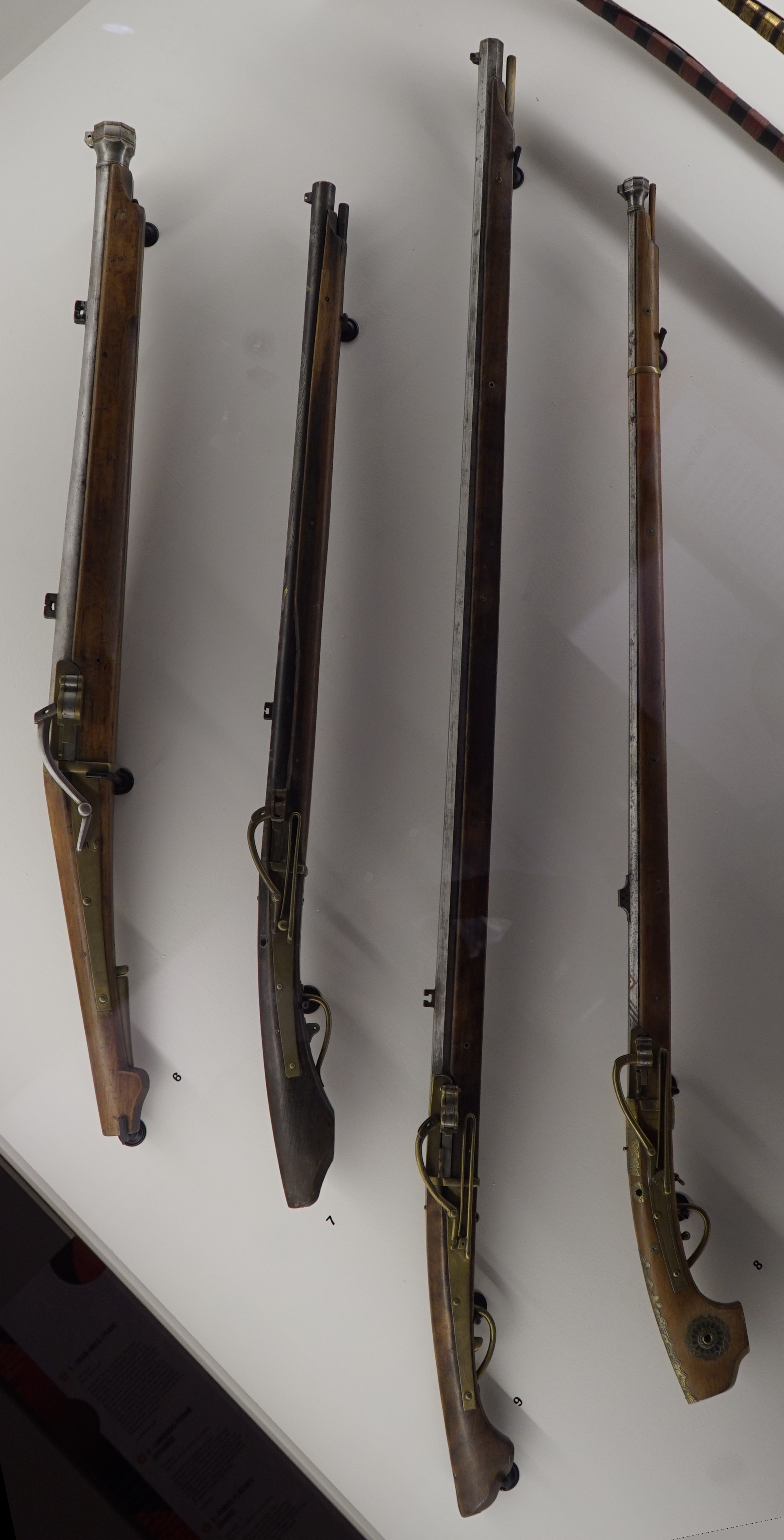
Mosquets teppō japonesos (museu de Reims)

Ikeda Sen serví al clan Oda tal com ho feia la resta de la seva família. També es presentà voluntària per a lluitar amb l'exèrcit del clan Toyotomi, on liderà una unitat de teppō, o mosqueters, que comptava amb 200 dones. En la batalla de Shizugatake (1583), Ikeda Sen lluità amb la seva unitat teppō al costat d'Oda Nobukatsu al castell Gifu, defensat per Oda Nobutaka. El castell esperava el reforç del seu aliat Shibata Katsuie, però aquest perdé el seu exèrcit en el seu enfrontament amb Toyotomi Hideyoshi, el clan Uesugi i les inclemències del temps. Després d'això es refugià al castell Kitanosho, on cometé suïcidi, juntament amb la seva dona Oichi. Privat així dels reforços que tant necessitava, Oda Nobutaka hagué de rendir la plaça.
En 1587, Ikeda Sen s'uní a Tsuneoki, Nagayoshi i Terumasa per lluitar en les files de Toyotomi Hideyoshi a la batalla de Komaki i Nagakute. El seu pare i el seu marit moriren durant aquesta batalla, però el seu germà Ikeda Terumasa sobrevisqué, succeint a Tsuneoki com a líder del clan Ikeda. Més tard es casà amb Nakamura Kazuuji, vassall del clan Toyotomi i un dels tres chūrō designats per Hideyoshi Hashiba.

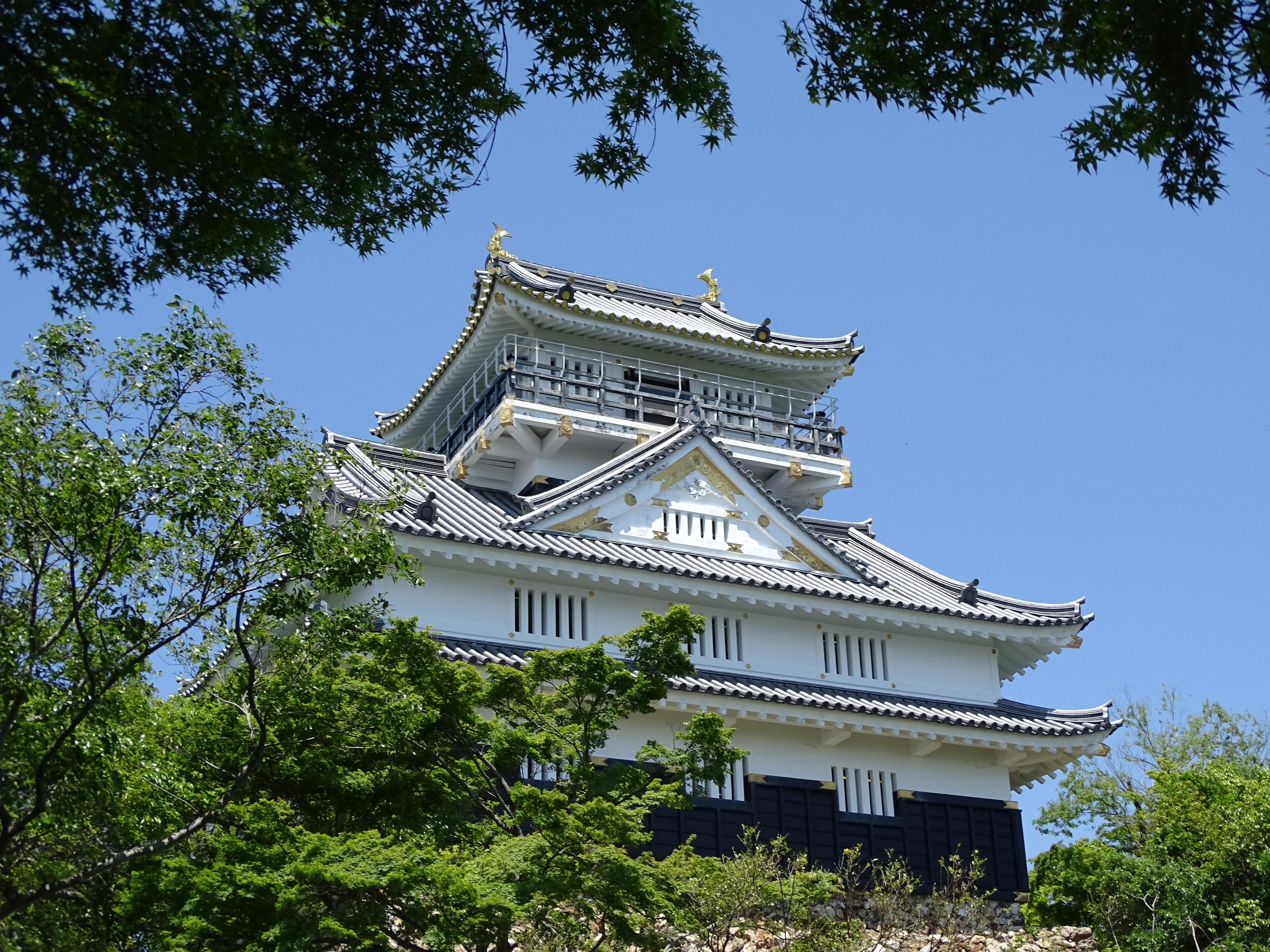
Castell Gifu en l'actualitat

Tot i ser dona, se sap que Ikeda Sen posseïa terres, essent-ne la propietària de ple dret. A la historiografia ''Tōdaiki'' (当代 記) hi especifica que rebé feus per valor de 10.000 koku, si bé la resta de detalls són desconeguts.

## En la cultura popular
- Ikeda Sen apareix com a personatge en el videojoc de Tecmo Koei Samurai Warriors 4, Empires i Nobunaga's Ambition.